# Horsy
Horsy is een historisch merk van scooters.
De bedrijfsnaam was: Scooters Horsy, Vichy-sur-Seine.
Horsy bracht in 1952 een bijzondere, 83cc-scooter op de markt. Het model sloeg echter niet aan en al in 1953 werd de productie beëindigd.